# 蛇髮捕蠅幌
蛇髮捕蠅幌（學名：Roridula gorgonias），一般直接稱作捕蟲樹或美杜莎捕虫树。為原始食蟲植物，原生於南非。廣受世界上食蟲植物愛好者喜愛，原生地屬於地中海型氣候，種植上有一些難度。

## 外部連結
- （中文） Roridula gorgonias順利成功發芽了 - 塔內植物園
- （德文） Roridula und Pameridea  - Kultur und Beschreibung der Taupflanze  （页面存档备份，存于）介紹捕蟲樹的德文網頁

1. ↑  . 豬籠草事典. 2009-07-27  [2019-10-24]. （原始内容存档于2020-02-19）.